# Ngân hàng thương mại cổ phần Đông Nam Á
Ngân hàng Thương mại Cổ phần Đông Nam Á (tên giao dịch Southeast Asia Commercial Joint Stock Bank, hay gọi tắt là SeABank; mã HOSE SSB) thuộc Top 15 Ngân hàng TMCP lớn nhất Việt Nam. SeABank được thành lập vào năm 1994, có giấy phép kinh doanh năm 2005, trụ sở chính đặt tại 198 Trần Quang Khải, Q. Hoàn Kiếm, Hà Nội. Hiện nay, SeABank có vốn điều lệ 12.088 tỷ đồng, chủ tịch Hội đồng quản trị là doanh nhân Lê Văn Tần.
Ngân hàng SeABank nằm trong hệ sinh thái Tập đoàn BRG.

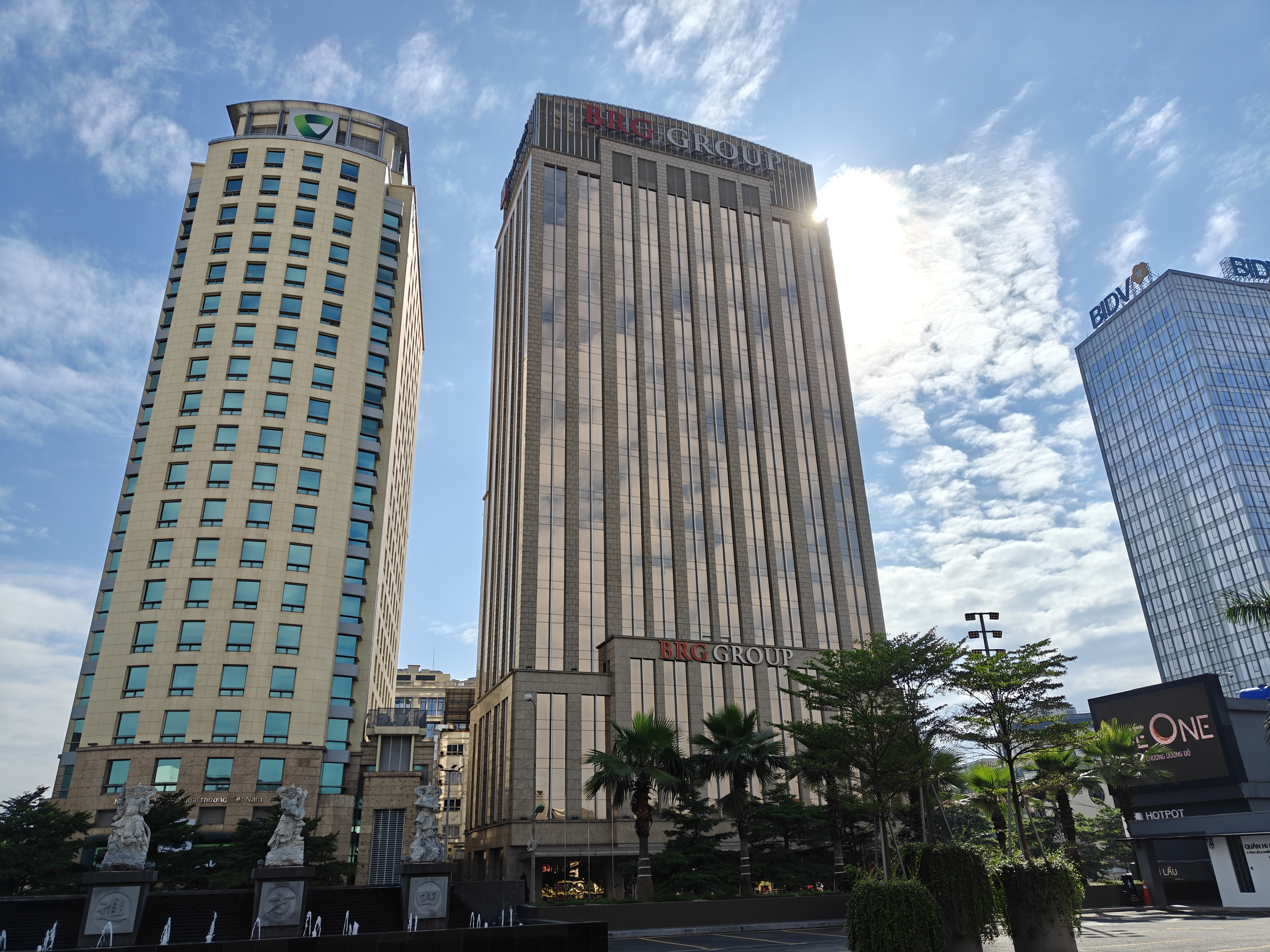
Hội sở Ngân hàng SeABank (tòa tháp BRG Tower), tại quận Hoàn Kiếm, Hà Nội

## Lãnh đạo

### Chủ tịch Hội đồng quản trị
- Lê Văn Tần, Chủ tịch HĐQT từ tháng 4 năm 2018 đến nay[1]
- Nguyễn Thị Nga, Phó Chủ tịch thường trực[2]
- Khúc Thị Quỳnh Lâm, Phó Chủ tịch

### Tổng giám đốc
- Lê Quốc Long, Tổng Giám đốc từ ngày 23 tháng 11 năm 2023
- Loic Faussier, Tổng Giám đốc từ ngày 3 tháng 1 năm 2023
- Lê Thu Thủy, Tổng Giám đốc từ ngày 10 tháng 5 năm 2018 (kiêm Phó Chủ tịch HĐQT)[3]
- Nguyễn Cảnh Vinh, Tổng giám đốc từ ngày 5 tháng 7 năm 2017 đến ngày 8 tháng 2 năm 2018[4]
- Đặng Bảo Khánh, Tổng giám đốc từ ngày 31 tháng 12 năm 2013 đến ngày 5 tháng 7 năm 2017[5]